# Bobbi Eden
Bobbi Eden  (Haia, 4 de janeiro de 1980) é uma atriz da Países Baixos mais conhecida por seu trabalho em filmes pornográficos.
Ela começou a fazer filmes pornográficos no ano de 2002, tendo feito até o final de 2005 por volta de 60 filmes.
Durante a Copa do Mundo FIFA de 2010, prometeu fazer sexo oral com os seguidores de seu Twitter, caso a Países Baixos obtivesse o título de campeão.

## Prêmios
- 2004: Brussels Erotic Film Festival (X - Award) - Melhor atriz Benelux (Bélgica, Países Baixos e Luxemburgo).[4]